# Panthauma koreothauma
Panthauma koreothauma är en fjärilsart som beskrevs av Felix Bryk 1948. Panthauma koreothauma ingår i släktet Panthauma och familjen Pantheidae. Inga underarter finns listade i Catalogue of Life.